# Robert Todd Lincoln
Robert Todd Lincoln (Springfield, 1º agosto 1843 – Manchester, 26 settembre 1926) è stato un politico e militare statunitense, primogenito di Abraham Lincoln (16º presidente degli USA) e Mary Todd Lincoln.
Avvocato ed esponente del Partito Repubblicano come il padre, partecipò con il grado di capitano alle ultimissime fasi della guerra civile americana. Fu Segretario (Ministro) della Guerra dal 5 marzo 1881 al 5 marzo 1885 durante la presidenza di James A. Garfield prima e la presidenza di Chester Arthur poi nonché ambasciatore degli Stati Uniti in Gran Bretagna dal 1889 al 1893.

## Vita privata
Robert Todd Lincoln sposò nel 1868 Mary Eunice Harlan, figlia del senatore James Harlan; dal matrimonio nasceranno:
- Mary Todd "Mamie" Lincoln (1869 - 1938);
- Jessie Harlan Lincoln (1875 - 1948);
- Abraham Lincoln II (1883 - 1890).

Muore nel 1926 e, a differenza dei genitori e dei fratelli tumulati nella Tomba Lincoln al cimitero di Oak Ridge di Springfield, riceverà solenne sepoltura al Cimitero nazionale di Arlington, Virginia.